# Симонова, Ольга Михайловна (футболистка)
Ольга Михайловна Симонова (3 марта 1985) — российская футболистка, защитница.

## Биография
Начинала выступать в футболе в юниорском возрасте в команде «Коммунальник» (Гуково), признавалась лучшим игроком своей команды.
В 2008 году выступала в высшей лиге России за ростовский СКА, ставший бронзовым призёром чемпионата. За основную команду сыграла один матч в последнем туре сезона, 19 октября 2008 года против «Рязань-ВДВ» (4:1), вышла в стартовом составе и отыграла первые 71 минут. В 2007 году также была в заявке ростовского клуба, однако в первых 14 турах на поле не выходила.
После расформирования ростовского СКА несколько лет играла в первом дивизионе за клуб «Дон»/«Дончанка» (Азов). В 2011 году стала серебряным призёром первой лиги. Однако после выхода «Дончанки» в высшую лигу покинула команду.